# Осётр (подводная лодка)
«Осётр» (до 1904 года — Protector) — русская подводная лодка американской постройки времён русско-японской войны, головной корабль типа «Осётр».

## История строительства

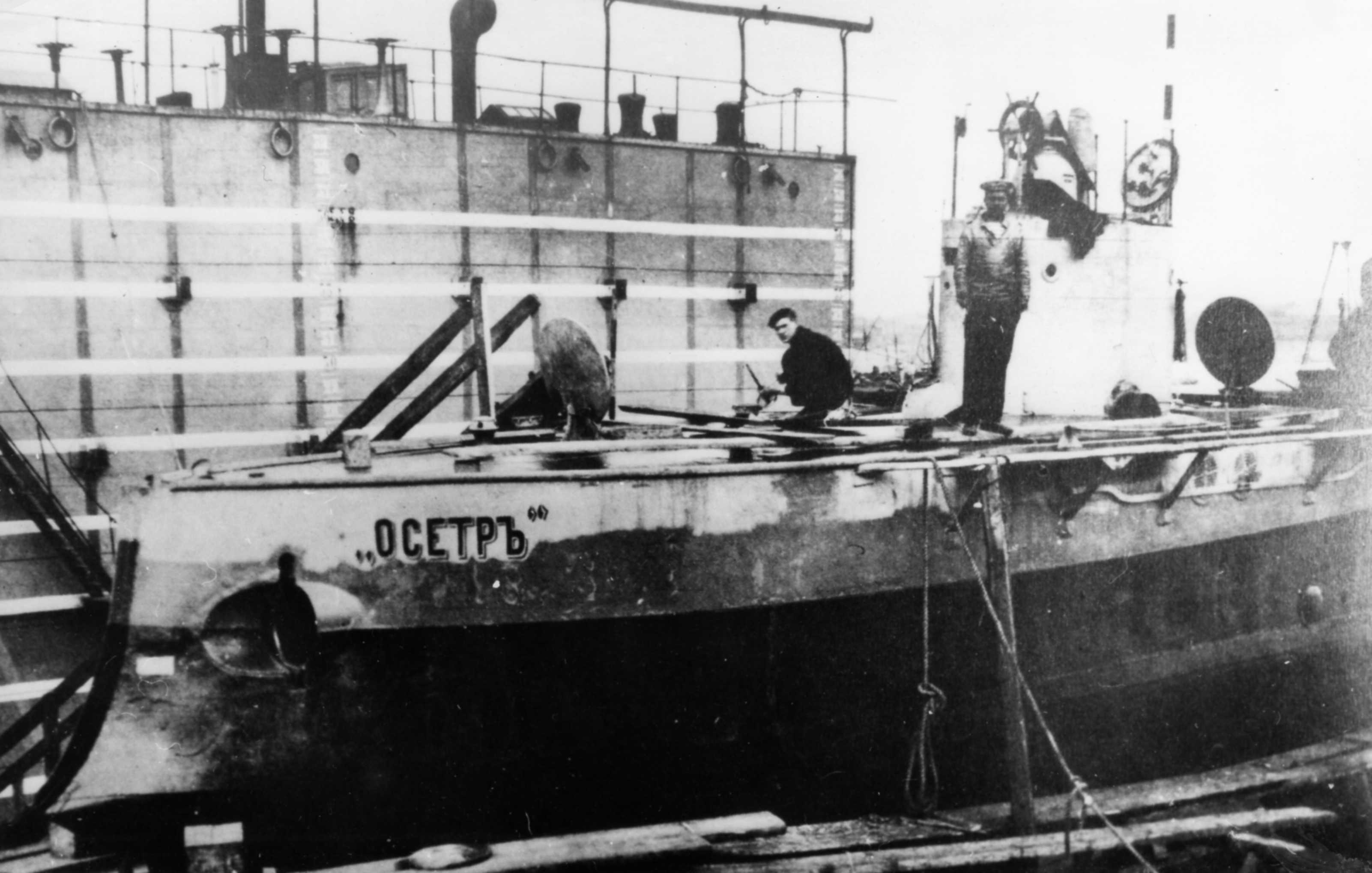
«Осётр», достройка в Санкт-Петербурге

Подводная лодка Protector была заложена в 1901 году на верфи компании Lake Torpedo Boat Company в Бриджпорте, США. Спуск на воду состоялся 1 ноября 1902 года. По результатам испытаний, прошедших в июле-ноябре 1903 года, в конструкцию лодки были внесены некоторые изменения.
В состав ВМС США подлодка не принималась. 24 мая 1904 года был заключен контракт на покупку лодки Российской Империей, а 5 июня лодка уже была включена в списки кораблей Сибирской флотилии. 13 июня 1904 года корабль был доставлен из США на борту парохода «Fortuna» на санкт-петербургский завод Лесснера.

## История службы
18 июня 1904 года «Протектор» был принят в состав Военно-морского флота России под именем «Осётр». 25-28 сентября того же года корабль прошёл приёмочные испытания, а в декабре — отправлена по железной дороге во Владивосток.

### Кампания 1905 года
12 мая 1905 года «Осётр» спущен на воду во Владивостоке, 11 июня вошёл в состав Отряда подводных лодок. Ввод в строй был задержан в связи с полным выходом из строя аккумуляторных батарей, хранившихся зимой 1904—1905 года в неправильных условиях. 8 июля работы на лодке были закончены, а 24-25 июля прошли приёмные испытания.
2 августа «Осётр» совершил свои первые погружения на Дальнем Востоке, после чего совершил поход в Славянский залив. По возвращении из похода из-за сильных волн во избежание заливания рубочный люк был задраен, после чего из-за неплотностей в газоотводах выхлопные газы стали поступать внутрь субмарины, что привело к отравлению экипажа. Погибших не было.
С августа по сентябрь принимала номинальное участие в Русско-японской войне — несла позиционную и дозорную службу у островов Русский и Аскольд, в заливе Петра Великого.

### Дальнейшая служба
В 1906—1913 годах подводная лодка служила в составе Сибирской флотилии, зимовала во Владивостоке, летом проходила боевую подготовку в заливе Стрелок, бухта Разбойник.
27 июля 1913 года «Осётр» был выведен из боевого состава флота, а 4 августа — исключён из списков кораблей. 10 марта 1914 года подлодка была сдана к порту для разборки, хранилась, пока в 1922 году не была разделана на металл.

## Командиры
- А. О. Гадд: 9 августа — 18 октября 1904
- И. О. фон Липхарт: 15 октября 1904 — 18 января 1906, 8 января — 19 марта 1907, 1912
- Н. Д. Панютин: 1904—1905
- Н. Д. Гаевский (вр.и. о.): 11 января — 5 мая 1906
- А. А. Нищенков: 19 марта — 29 декабря 1907[1]
- Ф. Ф. Бохенский (вр.и. о.): 3 декабря 1907 — 10 марта 1908
- С. Я. Любимов: 29 декабря 1907 — 26 октября 1910
- А. И. Пантелеев (Строганов): 26 октября 1910—1912 (вр.и. о.), 1912 — 10 июня 1913.